# 若宮町 (前橋市)
若宮町（わかみやちょう）は、群馬県前橋市の地名。若宮町一丁目から若宮町四丁目がある。郵便番号は371-0032。2013年現在の面積は0.49km2。

## 地理
広瀬川低地帯上に位置している。

### 河川
- 桃ノ木川

## 歴史
1966年に前橋市清王寺町、才川町、国領町の各一部が合併し成立した地名である。

### 年表
- 1966年 清王寺町、才川町の各一部から若宮町一丁目、清王寺町、才川町、清王寺町、国領町の各一部から若宮町二丁目、才川町、国領町の各一部から若宮町三丁目、才川町、東町の各一部から若宮町四丁目が成立。

### 地名の由来
才川町の小字「若宮」に由来する。

## 世帯数と人口
2017年（平成29年）8月31日現在の世帯数と人口は以下の通りである。
| 丁目         | 世帯数    | 人口    |
| ------------ | --------- | ------- |
| 若宮町一丁目 | 170世帯   | 346人   |
| 若宮町二丁目 | 325世帯   | 652人   |
| 若宮町三丁目 | 434世帯   | 954人   |
| 若宮町四丁目 | 411世帯   | 870人   |
| 計           | 1,340世帯 | 2,822人 |

## 小・中学校の学区
市立小・中学校に通う場合、学区は以下の通りとなる。
| 丁目         | 番地 | 小学校             | 中学校               |
| ------------ | ---- | ------------------ | -------------------- |
| 若宮町一丁目 | 全域 | 前橋市立若宮小学校 | 前橋市立みずき中学校 |
| 若宮町二丁目 | 全域 | 前橋市立若宮小学校 | 前橋市立みずき中学校 |
| 若宮町三丁目 | 全域 | 前橋市立若宮小学校 | 前橋市立みずき中学校 |
| 若宮町四丁目 | 全域 | 前橋市立若宮小学校 | 前橋市立みずき中学校 |

## 交通

### 鉄道
鉄道駅はない。

### 道路
国道はなく、県道は群馬県道4号前橋赤城線と群馬県道151号津久田停車場前橋線が通っている。

## 施設
- 前橋市立若宮小学校
- 前橋市立まえばし幼稚園
- 群馬大学共同教育学部附属小学校
- 前橋若宮郵便局